# La Fulana
La Fulana, nombre con que es conocida la Asociación Civil Labrys, es una organización fundada en Argentina en 1998, con sede en Buenos Aires, integrada por militantes feministas lesbianas y mujeres bisexuales. Tiene a su cargo el Centro Integral de la Mujer (CIM) de la Ciudad de Buenos Aires "Pepa Gaitán", ubicado en la Comuna 4, creado en virtud de la ley de violencia de género N.º 1688. Entre otras personas que integran o han integrado el grupo se encuentran María Rachid, Claudia Castro, Verónica Capriglioni, Miriam Maguicha, Mariana Spagnuolo, Paz Gustavo, Paz Dellacasa, entre otras. Integra la Federación Argentina de Lesbianas, Gays, Bisexuales y Trans (FALGBT). Editó la revista Fulanas, con una tirada de 5000 ejemplares, entre octubre del 2000 y diciembre de 2001 que fue la primera publicación hecha por y para lesbianas que tuvo una tirada masiva y se distribuyó en kioscos de revistas. Es una de las organizaciones más gravitantes del movimiento lésbico argentino. Trabaja sobre tres ejes principales: la visibilidad lésbica, la salud y la educación.

## Historia
La Fulana comenzó a formarse a mediados de la década de 1990, en un momento de bajísima visibilidad de la comunidad lesbiana, en el que las propias mujeres militantes temían dar sus nombres y teléfonos a sus compañeras. Se sumaban los miedos ancestrales por la persecución y la amenaza con la exclusión social de las mujeres lesbianas, con los miedos por vivir décadas de dictaduras que generaron un orden social represivo en todos los sentidos. Originalmente sus fundadoras, jóvenes mujeres que habían crecido en democracia, habían decidido sumarse a Las Lunas y las Otras, pero a poco andar se separaron para crear ámbitos más abiertos y con mayor vocación de vinculación con otros sectores. A diferencia de Las Lunas y Las Otras, que no participaban de las Marchas de Orgullo, estas jóvenes venían participando y relacionándose con los grupos de diversidad sexual. Aparecieron primero grupos como Venganza Lésbica y Las Musas, hasta que finalmente decantaron hacia 1998 en la fundación de La Fulana.
El grupo se instaló el 18 de septiembre de 1998 en un centro comunitario ubicado en la calle Venezuela 2080, en el barrio de Balvanera Sur. Inicialmente buscaron funcionar como grupo de contención y cuidado solidario, para las jóvenes que eran expulsadas por sus familias, generalmente chicas de fuera de la ciudad de Buenos Aires, víctimas del «sexilio». La casa obró como refugio y apoyo para encontrar trabajo. Llegaron a vivir hasta quince mujeres, incluyendo a María Rachid. Finalmente los roces derivados de la convivencia llevó a que decidieran terminar con ese aspecto de la acción de La Fulana.
Desde un inicio La Fulana decidió participar también en las Marchas del Orgullo, junto a las demás disidencias sexuales, integrándose desde 1998 a la comisión organizadora de la misma. Durante un tiempo le prestaron también el lugar para que se reuniera allí la Agrupación H.I.J.O.S..

## Fulanas(revista)
En octubre de 2000 lanzan la revista Fulanas, con un tiraje de 5000 números y el sublema «Para mujeres que aman a mujeres». El nombre, el tiraje y el subtítulo de la revista marcan por un lado la decisión de la agrupación de dirigirse a un colectivo mucho más amplio que el que venía acercándose a los espacios lésbicos, y por el otro de definirse como mujeres y vincularse a la lucha feminista, pero destacando la especificidad de una orientación sexual disidente, que rompía con la heterosexualidad hegemónica.
La revista concedió una gran importancia al deseo lesbiano y la búsqueda de información por parte de sus lectoras. Abrió una columna permanente titulada «Hablemos de sexo», en el que se cuentan en primera persona y de manera explícita las experiencias y anécdotas sexuales de la protagonista, interpelando a sus lectoras. Masturbación, bondage, orgías en fiestas, sexo cibernético, tríos: «pareciera que ninguna experiencia queda por fuera de lo posible, de lo narrable». El objetivo era buscar otros lenguajes sexuales, que permitan canalizar el deseo lesbiano, como un campo de juegos y exploraciones.
La revista publicó dieciocho números y debió cerrar en diciembre de 2001, a causa de la Crisis económica que estalló ese año. Luego de la crisis el desarrollo de Internet modificó radicalmente la manera de buscar información y establecer vínculos comunitarios, muy especialmente en comunidades de sexualidades disidentes perseguidas que se veían obligadas a mantener la reserva.

## Personería jurídica
En el año 2000 La Fulana solicitó la personería jurídica para poder ampliar su accionar. En marzo de 2001 la asociación obtuvo su personería jurídica, resultando así la primera asociación de lesbianas de Argentina en hacerlo. La asociación fue inscripta, por razones formales, con el nombre de Labrys Asociación Civil, que es el nombre con que aparece en trámites y procedimientos oficiales.
María Rachid, por entonces su titular, aclaró en esa oportunidad que querían ponerle «Fulanas», nombre con el que venían actuando desde hacía años, pero que no fue posible por cuestiones formales. Aclaró también que labrys es el hacha de doble filo que usaban las amazonas que es un símbolo lésbico en todo el mundo. Rachid se mostró preocupada por la situación real de las mujeres lesbianas, «una comunidad que aún teme revelar si orientación sexual», en un «país machista» como la Argentina, sometida a constantes discriminaciones que ponen en riesgo su empleo, su situación familiar, causando temor y angustia, teniendo que ocultarse y aislarse. Entre los objetivos de la asociación incluyó realizar juicios por discriminación en nombre del colectivo.
A partir de la obtención de la personería La Fulana comenzó a representar judicialmente a mujeres discriminadas o violentadas por su sexualidad, a incidir en la políticas públicas y presentar propuestas legislativas, además de impulsar el activismo territorial. Entre otras leyes incidió en la Ley de Matrimonio Igualitario, la Ley de Identidad de Género y la Ley de Reproducción Médicamente Asistida.
Una de sus fundadoras, María Rachid fue vicepresidenta del Instituto Nacional contra la Discriminación, la Xenofobia y el Racismo (INADI), entre 2010 y 2001 y luego legisladora de la Ciudad Autónoma de Buenos Aires, entre 2011 y 2015, donde ejerció la Presidencia de la Comisión de Derechos Humanos, Garantías y Antidiscriminación.
En 2013 La Fulana presentó el proyecto en la Ciudad de Buenos Aires para establecer el “Día de la Visibilidad Lésbica” cada 7 de marzo, en conmemoración del asesinato de Natalia “Pepa” Gaitán asesinada por lesbiana. También participó elaboraron la Ley N.º 5261 “contra la discriminación” en la CABA. Generaron el primer fallo jurisprudencial para establecer el derecho al matrimonio de las personas del mismo género.